# Ivan Bošnjak
Ivan Bošnjak (Vinkovci, 6. veljače 1979.), bivši je hrvatski nogometaš, igrao je na poziciji napadača.

## Klupska karijera
Nogometnu karijeru, Bošnjak je započeo u rodnim Vinkovcima, igrajući za Cibaliju u sezoni 96/97. 2000. godine prelazi u redove splitskog Hajduka nakon što je bio proglašen najboljim igračem lige. U Hajduku se iskazao borbenošću i požrtvovnošću te dobio nagradu navijača Hajduka - trofej Hajdučko srce. Nakon Splita seli u Libiju, u tamošnji Al-Ittihad. Nije uopće igrao pa se ubrzo vratio natrag u 1. HNL, ali u redove najvećeg rivala svog bivšeg kluba, Dinamo. Tamo je sakupio u 3 sezone 60 utakmice, ali se tek zadnju sezonu u klubu preselio na mjesto napadača gdje je bio najbolji. S 22 gola postao je najbolji strijelac lige i napokon si osigurao transfer u dobar klub na "Zapadu". Iako je u igri navodno bio i vrlo jaki ukrajinski Šahtar potpisao je za Genk iz Belgije gdje su ga kupili na preporuku svog bivšeg igrača, Branka Strupara. U svom prvom nastupu za klub postigao je pogodak i odmah se svidio navijačima. No, usprkos tome, novi ga izbornik reprezentacije, Slaven Bilić nije zvao za prijateljsku utakmicu s Italijom. Nakon sjajnog početka u Belgiji teško se ozlijedio.
U ožujku 2012. godine potpisao je za Rijeku.
U 1. HNL postigao je 64 gola te je na 14. mjestu liste najboljih strijelaca u povijesti.
Statistika u Hajduku
| Natjecanje        | Nastupi | Zgoditci |
| ----------------- | ------- | -------- |
| Prvenstvo         | 54      | 9        |
| Kup               | 7       | 2        |
| Superkup          | 0       | 0        |
| Međunarodne       | 7       | 0        |
| Splitski podsavez | 0       | 0        |
| Ukupno            | 68      | 11       |
| Prijateljske      | 19      | 3        |
| Sveukupno         | 87      | 14       |

Prva službena utakmica je u Ligi prvaka 26. srpnja 2000. protiv Dunaferra u Splitu kada ulazi kao zamjena Stanku Bubalu. Hajduk je ovu utakmicu izgubio s 0:2 a na vratima je bio Stipe Pletikosa; ali su u uzvratnoj u Győru igrali 2:2, a oba pogotka postigao je Mate Bilić.
Bošnjak je tako postao treći igrač u povijesti 1. HNL-a koji je zaigrao za zagrebački Dinamo, Hajduk Split i Rijeku.

## Reprezentativna karijera
Za hrvatsku reprezentaciju je debitirao 16. kolovoza 2000. protiv Slovačke u Bratislavi. No, do svoje druge utakmice čekao je čak 5 godina. Opet je zaigrao u kvalifikacijama za SP 2006. Na Carlsberg Cupu 2006. postigao je svoj prvijenac za Hrvatsku, protiv domaćina, Hong Konga.
Bošnjak je u sezoni 2005./06. bio najbolji strijelac u 1. HNL-u s 22 postignuta zgoditka te je od izbornika Zlatka Kranjčara bio izabran u reprezentaciju Hrvatske i putovao na Svjetsko prvenstvo u Njemačku 2006. godine iako su na njegovom mjestu mnogi vidjeli, tada mu klupskog suigrača, Eduarda da Silvu koji je te sezone postigao 20 zgoditaka i bio je proglašen najboljim igračem sezone. Bošnjak je na Svjetskom prvenstu odigrao tek 4 posljednje minute protiv Japana 18. lipnja 2006. godine u drugoj utakmici.
Dolaskom Slavena Bilića za izbornika reprezentacije izgubio je svoje mjesto među 23 reprezentativca.

## Vanjske poveznice
- Nogometni-magazin: statistika